# 뵈멘-메렌 보호령
뵈멘-메렌 보호령(독일어: Protektorat Böhmen und Mähren 프로텍토라트 뵈멘 운트 메렌[*], 체코어: Protektorát Čechy a Morava 프로텍토라트 체히 아 모라바[*]) 또는 보헤미아-모라비아 보호령(Protectorate of Bohemia and Moravia)은 1939년 3월 16일 나치 독일이 체코슬로바키아를 점령할 때 독일 본토로 부분 합병한 영토를 가리킨다. 보호령 내 인구 대부분은 체코인이었다.
1938년 9월 뮌헨 협정 체결 후 독일은 체코슬로바키아에서 독일계가 다수 거주하던 주데텐란트를 합병했다. 1939년 3월 14일 독일이 슬로바키아인을 부추겨 슬로바키아 공화국이 독립하자 다음 날 독일이 체코의 잔존국 영토를 점령했고, 그 다음날인 3월 16일 아돌프 히틀러는 프라하성에서 포고령을 통해 보호국을 수립했다. 체코 내 보호국의 수립은 뮌헨 협정을 정면으로 위반하는 일이었다.
보호령은 명목상으로는 자치령이었으나 실제로는 독일 민족에게는 독일법이 적용되고 타 민족에게는 법적으로 보호령 시민지위로 독일의 괴뢰국인 체코 행정부의 통치를 받는 일종의 이중정부 체제를 가졌다. 제2차 세계 대전 기간 우수한 체코의 노동력과 발전된 산업이 독일의 전쟁 경제에 큰 기여를 주었다. 보호령은 연합국의 폭격기가 닿지 않는 곳에 있었기 때문에 체코 경제는 종전 직전까지 방해 없이 돌아갈 수 있었다. 보호령 행정부는 보헤미아와 모라비아의 홀로코스트에 깊게 개입했다.
1945년 독일의 항복과 연합국의 점령으로 보호령은 멸망했다. 전쟁 이후 일부 보호령의 관료들은 나치와의 부역 혐의로 기소되었으나 체코 내 사회에서는 보호령을 완전한 나치 부역단체로 인식하진 않았다.

## 같이 보기
- 프라하 공세
- 슬로바키아 공화국 (1939년~1945년)